# Turība (przystanek kolejowy)
Turība (łotewski: Stacija Turība) – przystanek kolejowy w Rydze, w dzielnicy Atgāzene, na Łotwie. Znajduje się na 6 km linii Ryga – Jełgawa.

## Historia
Przystanek został otwarty 29 sierpnia 2003 o godz. 14:00 i znajduje się obok Szkoły Biznesowej "Turība". Turiba to najnowszy przystanek w kraju i jedyna stacja kolejowa na Łotwie, zbudowana po uzyskaniu niepodległości. 

## Linie kolejowe
- Ryga – Jełgawa